# Ferrovia Atena Lucana-Marsico Nuovo
La ferrovia Atena Lucana–Marsico Nuovo era una ferrovia di poco più di 26 km delle Ferrovie Calabro Lucane, dismessa appena 35 anni dopo la sua inaugurazione. La ferrovia era a cavallo tra le regioni della Campania e della Basilicata.

## Storia
La legge speciale per la Basilicata, approvata nel 1904, prevedeva la costruzione di un collegamento ferroviario tra la stazione delle Ferrovie dello Stato di Atena Lucana e Grumo Appula (e di lì a Bari) transitando per Matera, Pisticci e le valli della Calandra, del Sauro e dell'Agri; era inoltre previsto che la concessione della ferrovia Sicignano degli Alburni-Lagonegro, previa installazione di una sezione a scartamento ridotto, passasse al concessionario della linea.
Nel 1911 la società Mediterranea Calabro Lucane (MCL) ottenne la concessione per la costruzione e l'esercizio della linea; a causa della prima guerra mondiale e di problemi finanziari non fu possibile completare la trasversale tra Bari e Atena Lucana, ma ci si dovette limitare, dal lato tirrenico, al solo tronco Atena Lucana-Marsico Nuovo, aperto il 28 ottobre 1931: il proseguimento della linea verso Montalbano Jonico (109 km, con transito per Moliterno, San Martino d'Agri, Guardia Perticara e Sant'Arcangelo) non fu mai realizzato.
Danneggiata durante la seconda guerra mondiale, la linea riaprì il 2 febbraio 1944. La linea ebbe sin dagli inizi un traffico scarsissimo, con solo tre corse al giorno, sia perché alcune stazioni sorgevano lontano dai centri abitati, sia per il fatto che questi centri contavano pochi abitanti. Una frana nei pressi della stazione di Pozzi, avvenuta il 20 marzo 1966, fu il pretesto per portare cinque mesi dopo alla chiusura della linea (25 agosto), di cui non si riteneva conveniente la sistemazione: dopo soli 35 anni la ferrovia venne chiusa e smantellata e istituito un autoservizio sostitutivo.

## Caratteristiche
|  |  | Continuation backward |

| Unknown route-map component "exKBHFa" |  | Non-passenger station/depot on track |

|  | Unknown route-map component "exSTR" |  | Unknown route-map component "xABZgl" | Unknown route-map component "CONTfq" |

| Unknown route-map component "exABZg2" | Unknown route-map component "exKDSTa" + Unknown route-map component "exSTRc23" | Unknown route-map component "exSTR3" |

| Unknown route-map component "exSTR+c1" | Unknown route-map component "exABZg+14" | Unknown route-map component "exSTRc4" |

| Unknown route-map component "exSTR" | Unknown route-map component "exKDSTe" |  |

| Unknown route-map component "exSKRZ-YBUE" |

| Unknown route-map component "exBHF" |

| Unknown route-map component "exTUNNEL1" |

| Unknown route-map component "exTUNNEL2" |

| Unknown route-map component "exTUNNEL2" |

| Unknown route-map component "xTUNNEL1+GRZq" |

| Unknown route-map component "exSKRZ-YBUE" |

| Unknown route-map component "exBHF" + Unknown route-map component "lhSTRa@f" |

| Unknown route-map component "ex3STR+1" | Unknown route-map component "ex3KRZo-" | Unknown route-map component "ex3STR+4" |  |  |

| Unknown route-map component "extSTRa" | Unknown route-map component "extSTRa" | Unknown route-map component "exDSTR" |  |  |

| Unknown route-map component "extSTRl" | Unknown route-map component "extSTRr" | Unknown route-map component "exBHF" |  |  |

| Unknown route-map component "exHST" |

| Unknown route-map component "exhSTRae" |

| Unknown route-map component "exHST" |

| Unknown route-map component "exTUNNEL1" |

| Unknown route-map component "exHST" |

| Unknown route-map component "exTUNNEL1" |

| Unknown route-map component "exHST" |

| Unknown route-map component "exTUNNEL1" |

| Unknown route-map component "exTUNNEL1" |

| Unknown route-map component "exLSTR" + Unknown route-map component "exKBHFe" |

| Unknown route-map component "exLCONTf" |

La linea era lunga 26,764 km, a scartamento ridotto di 950 mm e pendenze fino al 60 per mille. Si resero quindi necessarie importanti opere ingegneristiche, come ponti e nove gallerie di cui una elicoidale – tra le stazioni di Pozzi e Brienza; una delle tre presenti sull'intera rete delle Calabro-Lucane – per permettere di superare grandi dislivelli senza l'utilizzo della cremagliera.